# Ярмарок з балаганною виставою
Ярмарок з балаганною виставою — копія картини Пітера Брейгеля старшого, виконана його сином-художником Пітером Брейгелем молодшим (бл. 1564-1638) на зламі 16-17 ст.

## Ринковий балаган як театр бідноти
Балаган ( на відміну від аристократичного театру ) був бідняцьким варіантом театру для простого люду. Він виріс з примітивних вистав гістріонів, з  середньовічної містерії, відокремився від неї і її релігійної тематики, зосередившись на побутових темах і кумедних чи анекдотичних ситуаціях. Балаган отримав розповсюдження на сільських святах і ярмарках. Спрощеність сільського оточення обумовила і спрощеність балагану як тимчасової театральної споруди. На діжки або колоди клали помост. До чотирьох жердин кріпили чотири завіси, залишаючи попереду відкритим з тьох боків невеликий майданчик сцени. Мандрівні актори і розігрували вистави - фарси на цьому невеликому майданчику. Декорацій не було взагалі. Реквізит на сцені випадковий і побутовий. Про шлях, ліс, ринок, бурю, навіть човен в бурхливому морі - словами розповідав сам актор чи керівник вистави, активно підключаючи уяву глядачів. Саме так працювали і актори відомого театру «Глобус» у Лондоні, де виконували п'єси Крістофера Марлоу, Вільяма Шекспіра, Бена Джонсона.
Балаган мав популярність і був зафіксований на низці лубків і примітивних гравюр різних митців Нідерландів у 16 ст. Іноді балаган переносили як деталь сільських свят та ярмарків і в нідерландський живопис. Повний опис старовинного нідерландського балагану дав мистецтвознавець Нікулін Н.І. , керуючись гравюрами різних митців Нідерландів 16 ст.

## Опис твору
.

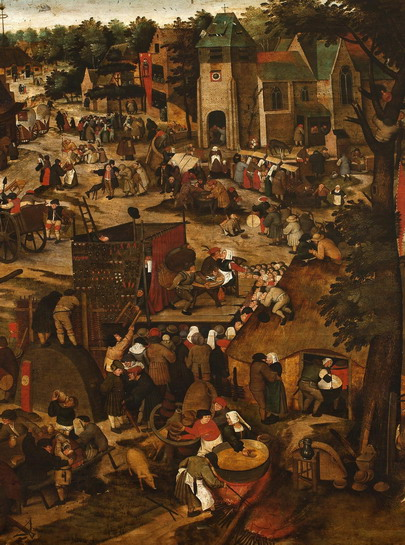
Картина-копія Пітера Брейгеля молодшого « Ярмарок з балаганною виставою », центр композиції, Ермітаж

На картині подано великий майдан поселення, де відбувається ярмарок. Площа хаотично облямована спорудами і переходить у криву вулицю. Праворуч видно церковну ходу, де мешканці несуть червоні прапори і фігури двох святих - Губерта і Антонія. Тому картину пов'язують з ярмарком і урочистостями на честь св. Губерта і Антонія. Але церковна хода лише один з епізодів на картині, де натовп давно розпався на окремі гуртки і де кожний знайшов собі розвагу на власний смак.
Ліворуч молодь завзято танцює під музику волинки. Католицька церква того часу забороняла парні танці, тому на картині молодь вишукалась у довгу чергу один за одним  і можливо танцює бранль або фарандолу. Друга купка танцюристів праворуч весело топче землю під музику іншого музики з волинкою поряд з корчмою і не звертає ніякої уваги на чемну ходу зі святими. В картині забагато зображень музикантів, що грають на різних інструментах. І в цьому вбачають прагнення художника доволі повно відобразити життєві колізії тої доби. Ярмарок перш за все товари і продаж, продавці й покупці. Базарні ряди видно теж, де завзято торгуються жінки у білих чепцях біля місцевої церкви. 
Низка мешканців просто неба готує їжу для відвідувачів ярмарку. Декотрі вже насвяткувались настільки, що впали на купку соломи і сплять, незважаючи на урочистості і гомін на майдані. Між усіма купами людей вільно вештаються каліки, діти і свині.
Нижче танцюристів ліворуч купка розгніваних чоловіків вчинили бійку. За своїми справами крокують вершник, перехожі на вулиці, в далині діти смикають за одяг блазня — постійного персонажа ярмарків і умовного «світу догори дригом».
Центральною в картині була сцена з балаганною виставою. Популярним був фарс про чоловіка-профана, хитру дружину і її коханця. Дружина наче захворіла і відправила чоловіка за ліками. Сама зазвала коханця. Птахолов довідався, чому це чоловік купує ліки і порадив швидко відвідати дружину. Він посадив чоловіка у великий кошик і попросився до дружини переночувати. Та не хотіла пускати чужинця з кошиком, але коханець умовив її пустити подорожнього і розвіяти балаканиною їх нудьгу. Чоловік, що переховувався у великому кошику, підслухав їх розмови, виліз і покарав хитру дружину та її коханця. Кульмінаційний момент, коли чоловік готується вилізти з кошика і покарати зрадницю-дружину і її коханця, і показано на картині «Ярмарок з балаганною виставою». 
Цей фарс був занотований і існував у декількох варіантах. Цікавим був варіант з коханцем-католицьким ченцем як сатиричний показ католицької церкви, що потопала в гріхах, котрі сама засуджувала. В картині знайшли свій відгук процеси Реформації в церкві і зміцнення позицій протестантизму у Нідерландах 16 століття. Балаган як мандрівний театр доіснував до початку 20 ст.

## Галерея фрагментів

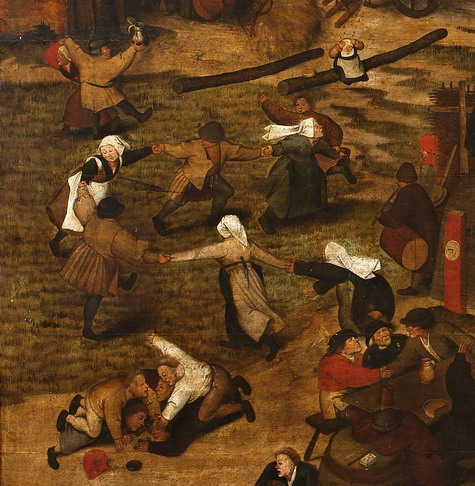
Танцюристи
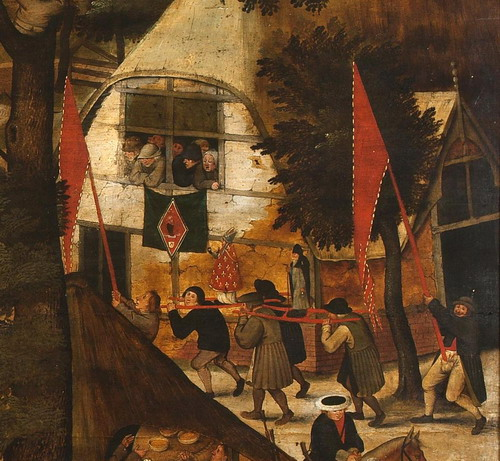
Хода зі святими Губертом і Антонієм.
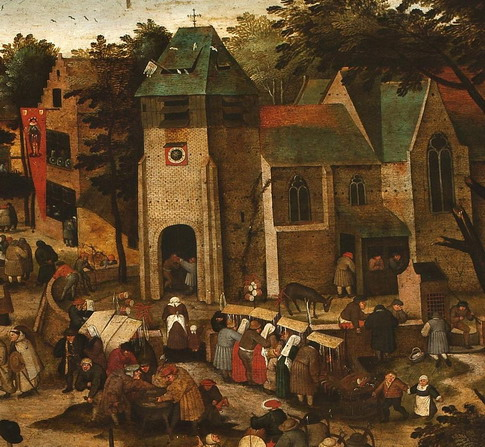
Місцеві церква і ринок
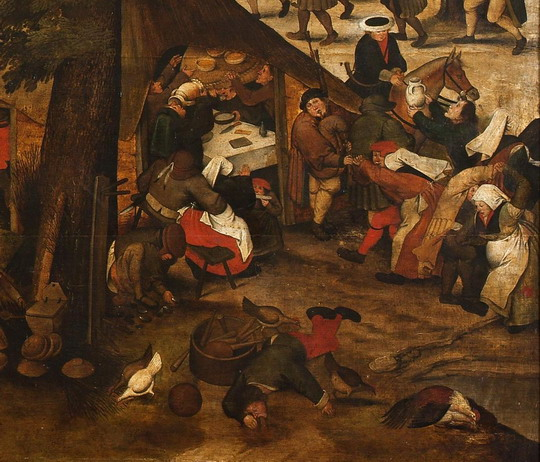
Сцени зі святкуючими

## Побутування картини
Картина ніколи не належала Імператорському Ермітажу. Картину на дошці придбала лише 1939 року закупівельна комісія Комітету у справах мистецтва і передала її у Державний тоді Ермітаж в місті Ленінград. На дошці зайдений підпис «P. BREVGL F 1562» у формі, котрою ніколи власні твори не підписували ні сам Пітер Брейгель старший, ні його син. Підпис рахують пізньою фальшивкою, створеною для підвищення продажої ціни твору мистецтва. Водночас картина-копія має художню і історичну вартість, позаяк створена  наприкінці 16 ст. і відбиває художню ситуацію у Нідерландах означеного століття. Відсутність будь-яких малюнків чи картин Пітера Брейгеля старшого в музеях на пострадянському просторі робить картину-копію важливим історичним документом. Картина не могла бути створеною у 1562 р., бо Пітер Брейгель молодший був ще дитиною .
На початок 21 ст. нарахували три картини-копії з подібним сюжетом, що розрізняються деталями. 